# Tidenham
Tidenham é uma paróquia e aldeia de Forest of Dean, no condado de Gloucestershire, na Inglaterra. De acordo com o Censo de 2011, tinha 5486 habitantes. Tem uma área de 26,25 km².